# Little Laura River
Little Laura River är ett vattendrag i Australien. Det ligger i delstaten Queensland, omkring 1 600 kilometer nordväst om delstatshuvudstaden Brisbane.
Omgivningarna runt Little Laura River är huvudsakligen savann. Trakten runt Little Laura River är nära nog obefolkad, med mindre än två invånare per kvadratkilometer. Genomsnittlig årsnederbörd är 1 296 millimeter. Den regnigaste månaden är januari, med i genomsnitt 341 mm nederbörd, och den torraste är augusti, med 2 mm nederbörd.